# 澳門綠化週
澳門綠化週（葡萄牙語：Semana Verde de Macau），澳門農林廳在1978年3月21日第一次擧行慶祝世界植樹節，由聯合國所定的節日。在1982年就只限於一日的慶祝節日，增加到一個星期，稱為綠化周。以宣傳綠化工作的重要性，增强居民對綠化區價值的認識。

## 背景
近一百年，人類痛定思痛的結果，發現十年樹木，造林綠化；也是現代都市建設計劃重要的一環，美國內布拉斯加州於1872年首先發起一項全民植樹運動，定名為「樹的節日」（Ardor Day），而後在德國有「綠色周間」，瑞士有「森林周間」，西班牙和義大利更有所謂「樹的祭日」，日本有「愛林日」的植樹祭，全世界的人類都漸漸覺醒了。中國在1916年以淸明節為植樹節日，直到1928年，才頒訂了3月12日，在孫中山逝世紀念日為植樹節，以紀念孫中山先生提倡植樹造林，綠化國土的理想，植樹節的意義是很深遠的。

## 歷史
各國都有參加聯合國敎科文組織所創立選定3月21日舉行的植樹節，因此農林廳在敎育廳合作下，首次舉辦國際植樹節於1978年3月21日在路環政府農塲舉行植樹儀式，紀念國際植樹節。儀式開始時，首先由農林廳簡述有關植樹節的意義，强調樹木對人類生活的重要性，並指出也是人類團結的𧰼徵。最後，學生代表將「有加利」等樹種植在劃定的地上。與上年在同月21日舉行樹節時，但因當日天雨太多，故改期延至5月5日。
1982年農林廳決定擴大慶祝3月21日「植樹節」，慶祝秩序由3月15日開始為期一個星期，包括在學校及澳門巿內植樹，分派菓樹苗給離島農民，舉行演講會及分派海報與貼紙給巿民。
農林廳在去年開始將植樹節延長至一週，展開了第一屆綠化周的活動。第二屆會進行同類活動，除了像去年原有的植樹、貼海報，送T恤、演講及叙餐等活動之外，今年會增加電影欣賞，中葡文徵文，派送首日封及朗誦比賽等項目。
由於農林廳會在1986年1月1日起撤消，倂入路環市政廳管轄。海島巿政廳與政府機關及私人機構合作，發起一項運動，喚醒巿民注意，保護綠化區。為配合綠化週活動，氹仔星星公園15日正式開幕，並在公園內展出各種花卉盆栽，以供市民觀賞。
由2011年3月22日至5月10日在氹仔花城公園展覽室舉行澳門綠化周三十周年回顧展，圖文並茂介紹多年來綠化周多項活動、綠化大事、教育活動及展示多款紀念品等，與公衆回顧過去珍貴的片段，分享推廣綠化及生態保育的工作成果。
2020年疫情在澳爆發，市政署因應防疫工作，決定於每年三月舉辦的澳門綠化周活動延期至六月舉辦，更與同樣在六月舉行澳門荷花節合併，活動由6月12日起舉行。由於受疫情影響，活動盡量從簡並不設開幕儀式。
因應鄰近地區疫情變化，為了配合整體疫情防控工作，原定於2022年綠化周的系列活動亦都取消，包括在氹仔龍環葡韻舉行的開幕式嘉年華以及綠化周期間舉辦的植樹、派送植物、生態體驗及工作坊等二十多場活動。

## 歷年活動

### 2020年
2020年3月16日，為配合澳門特別行政區政府COVID-19防疫工作，市政署決定將第三十九屆澳門綠化週活動延期至六月舉辦。
該年綠化週活動與澳門荷花節合併主辦，命名為「第二十屆澳門荷花節暨第三十九屆澳門綠化週」，活動於2020年6月12日至21日在氹仔龍環葡韻舉行。另外，配合綠化週舉辦的「漫『澳』遍『綠』邁四十」澳門綠化週徵文比賽、夢中的花園露台－景觀設計比賽、千姿百態－荷花攝影比賽等活動。

### 2021年
第四十屆澳門綠化週於2021年3月21日至3月28日期間舉行，以「傳承愛綠 共建美好城市」為主題，舉辦二十多項包括植樹、體驗及工作坊等活動，讓居民瞭解澳門綠地資源、樹木護理面臨的挑戰、生態保育取得的成效等，並透視各綠化單位的職能及日常工作，鼓勵市民多參與環境綠化活動，接觸更多保育大自然的工作，推廣保護大自然和愛護生態環境等重要訊息。開幕禮於黑沙海灘公園舉行，選址目的紀念第一屆澳門綠化週舉辦植樹活動，讓每一代澳門人傳承綠化城市保育自然的初心。

### 2022年
「第四十一屆澳門綠化週」於2022年3月20日至3月27日期間舉行，開幕禮地點設於氹仔龍環葡韻，活動主題為「傳承愛綠 共建美好城市」，開幕日活動設有多個主題攤位和派發植物活動。活動期間，市政署特別安排豁免部分兒童設施收費，包括黑沙公園越野車場 ─ 幼童區、燒灰爐公園兒童電動車場及螺絲山公園兒童電動車場。
2022年3月19日，因應鄰近地區COVID-19疫情變化，配合整體疫情防控工作，原定於3月20日舉行的”第四十一屆澳門綠化週”開幕式嘉年華， 以及綠化週期間，包括植樹、派送植物、生態體驗及工作坊等二十多場活動取消。

### 2023年
第四十二屆澳門綠化週於2023年3月18日至26日舉行，期間將舉辦三十多場次活動，介紹澳門的綠化建設、生態資源和保育現況，鼓勵巿民多參與環境綠化活動，共同愛護自然生態資源。活動主題為“傳承愛綠 共建美好城市”。開幕禮於3月18日15:00在氹仔龍環葡韻舉行，現場將舉辦為期兩天的嘉年華活動，設有多個主題攤位及遊戲攤位介紹澳門的原生樹種、古樹名木、濕地、爬蟲動物、荷花種植及廢木再利用等資訊，並設有工作坊及派送植物等活動，為市民帶來不同層面的綠化與保育訊息。而“第四十二屆澳門綠化週大步行及植樹活動”於3月26日在石排灣郊野公園舉行。

### 2024年
第四十三屆澳門綠化週於2024年3月16日至24日舉行，以“傳承愛綠 共建美好城市”為主題，秉承“世界植樹日”的理念，將舉辦多場植樹及體驗活動，介紹本澳的綠化建設、生態資源和保育現況。期間將與團體及市民一同種植近千株苗木，鼓勵市民多參與環境綠化活動，共同愛護自然生態資源。此外將繼續舉辦橫琴生態遊活動。開幕禮於16日15:00在氹仔龍環葡韻舉行，現場將舉辦為期兩天的嘉年華活動，嘉年華設置多個主題攤位，介紹澳門本地原生動植物及入侵物種、古樹名木保護保育、野生動物飼養、荷花種植及昆蟲旅館等資訊，並設有遊戲攤位、手作工作坊及生態導賞活動，為市民大眾帶來不同層面的綠化與保育訊息，推廣保護大自然和愛護生態環境。

## 歷年活動時間
| 屆數       | 舉辦日期            | 主題口號                            | 備注 |  |
| ---------- | ------------------- | ----------------------------------- | --- |  |
| 第一屆     | 1982年3月15日至21日 | ——                                  | 擴大慶祝21日的「植樹節」，由15日開始為期一個星期                                                                  |  |
| 第二屆     | 1983年3月15日至21日 | ——                                  | |  |
| 第三屆     | 1984年3月15日至21日 | ——                                  | |  |
| 第四屆     | 1985年3月15日至21日 | ——                                  | |  |
| 第五屆     | 1986年3月15日至21日 | ——                                  | |  |
| 第六屆     | 1987年3月15日至21日 | ——                                  | |  |
| 第七屆     | 1988年3月15日至21日 | ——                                  | |  |
| 第八屆     | 1989年3月15日至21日 | ——                                  | |  |
| 第九屆     | 1990年3月15日至21日 | ——                                  | |  |
| 第十屆     | 1991年3月15日至21日 | ——                                  | |  |
| 第十一屆   | 1992年3月15日至21日 | ——                                  | |  |
| 第十二屆   | 1993年3月15日至21日 | ——                                  | |  |
| 第十三屆   | 1994年3月15日至21日 | ——                                  | |  |
| 第十四屆   | 1995年3月15日至21日 | ——                                  | |  |
| 第十五屆   | 1996年3月15日至21日 | ——                                  | |  |
| 第十六屆   | 1997年3月15日至21日 | 一分耕耘 一分收獲 十年樹木 百年樹人 | |  |
| 第十七屆   | 1998年3月14日至22日 | 與大自然和諧共處                    | 花城公園為「九八綠化週嘉年華」的綠化週最後活動，同時亦於公園擧行開幕儀式                                          |  |
| 第十八屆   | 1999年3月13日至21日 | 生機萌發 綠滿濠江                   | |  |
| 第十九屆   | 2000年3月18日至26日 | ——                                  | |  |
| 第二十屆   | 2001年3月17日至25日 | 廿載濠情 創綠色新城                 | |  |
| 第二十一屆 | 2002年3月16日至24日 | 濠鏡樹影照全城                      | |  |
| 第二十二屆 | 2003年3月15日至23日 | 種一棵樹 種一棵心                   | 民署於23日在石排灣郊野公園擧辦「星光聚唱音樂會」活動，「澳門音樂農莊開幕禮」及「綠化週閉幕禮」為綠化週活動之一    |  |
| 第二十三屆 | 2004年3月13日至21日 | 同心協力齊栽種美化社區樂融融        | |  |
| 第二十四屆 | 2005年3月12日至21日 | 濠城綠化添裝 共迎零五東亞運         | |  |
| 第二十五屆 | 2006年3月18日至26日 | 種植花草樹木 令環境更加奪目         | |  |
| 第二十六屆 | 2007年3月17日至25日 | 保護大自然 保護孩子的未來           | |  |
| 第二十七屆 | 2008年3月15日至23日 | 與自然共舞 興健康為伴               | 為增加今屆的宣傳效果，民署推出吉祥物「山林精靈家族」                                                              |  |
| 第二十八屆 | 2009年3月14日至22日 | 綠色新氣象 城市更漂亮               | |  |
| 第二十九屆 | 2010年3月20日至28日 | 珍惜大自然 共創好明天               | |  |
| 第三十屆   | 2011年3月19日至27日 | 綠色城市 夢想家園                   | |  |
| 第三十一屆 | 2012年3月17日至25日 | 綠色城市 理想家園                   | |  |
| 第三十二屆 | 2013年3月16日至24日 | 綠色城市 理想家園                   | |  |
| 第三十三屆 | 2014年3月15日至23日 | 綠色城市 理想家園                   | |  |
| 第三十四屆 | 2015年3月14日至22日 | 綠色城市 理想家園                   | |  |
| 第三十五屆 | 2016年3月12日至21日 | 濠城綠化 魅力家園                   | |  |
| 第三十六屆 | 2017年3月18日至26日 | 濠城綠化 魅力家園                   | |  |
| 第三十七屆 | 2018年3月17日至25日 | 全城愛綠 共植家園                   | 受天鴿風災摧毀本澳不少大樹，今屆綠化周以植樹作為啟動工作                                                          |  |
| 第三十八屆 | 2019年3月16日至24日 | 蝶舞飛揚 綠遍濠江                   | |  |
| 第三十九屆 | 2020年6月12日至21日 | ——                                  | 因應防疫工作，市政署決定今屆綠化周延期至6月舉辦。與澳門荷花節合併舉行「第二十屆澳門荷花節暨第三十九屆澳門綠化週」 |  |
| 第四十屆   | 2021年3月21日至28日 | 傳承愛綠 共建美好城市               | |  |
| 第四十一屆 | 2022年3月20日至27日 | 傳承愛綠 共建美好城市               | 因應鄰近地區疫情，為了本澳防疫工作，在綠化週期間等20多場活動取消                                                  |  |
| 第四十二屆 | 2023年3月18日至26日 | 傳承愛綠 共建美好城市               | 受不穩定的天氣影響，原定於3月26日舉行大步行及植樹活動取消                                                         |  |
| 第四十三屆 | 2024年3月16日至24日 | 傳承愛綠 共建美好城市               | |  |
| 第四十四屆 | 2025年3月15日至23日 | 傳承愛綠 共建美好城市               | |  |

## 外部連結
- 市政署官方網站 （页面存档备份，存于）
- 澳門自然網官方網站